# Los límites de la Fundación
Los límites de la Fundación (título original en inglés: Foundation's Edge) es una novela de ciencia ficción escrita por Isaac Asimov, publicada en 1982 por la editorial Doubleday. Fue publicada en español por primera vez en 1983 por la editorial Bruguera. Es la cuarta novela de la serie de la Fundación, y la primera escrita durante la década de 1980 como continuación de la trilogía original. En 1983, la novela ganó el premio Locus y el premio Hugo, y fue finalista del premio Nébula. Fue la primera obra en colocar a Asimov en la lista de los libros más vendidos del New York Times, tras 262 libros y 44 años escribiendo.

## Gestación
Escrita 29 años después de la publicación del último libro de la Trilogía de la Fundación, Segunda Fundación, y 32 años después del primer relato de Fundación, Los límites de la Fundación supone el retorno de Asimov a la continuación de la saga. Según el propio Asimov, en el prólogo escrito para Fundación y Tierra en 1986, "los aficionados [...] me pidieron que continuase la serie. Les di las gracias, pero seguí negándome. [...] Pero Doubleday se tomó aquellas peticiones con mucha más seriedad que yo". De hecho le ofrecieron un contrato con un anticipo 10 veces mayor que el acostumbrado, pidiéndole que elaborara una novela de 140.000 palabras: el doble que cualquiera de los volúmenes anteriores, y casi el triple de cualquier relato individual. Para ello, Asimov tuvo que releer la Trilogía de la Fundación y, como él mismo dice, "respirando hondo, me puse manos a la obra".

## Preliminares
Golan Trevize, consejero de la Primera Fundación, se interroga sobre la posibilidad de la existencia de la Segunda Fundación. Ésta debiera haber sido destruida, según la versión oficial, agotándose así sus superpoderes mentales que dirigían ocultamente los aconteceres del Imperio Galáctico. Tras una serie de intrigas políticas, Trevize se verá obligado a exiliarse en una astronave, en compañía del historiador Janov Pelorat. Pero una vez en el espacio, ambos decidirán dedicarse a la búsqueda del antiguo planeta Tierra.

## Argumento
Después de solucionar la Octava Crisis Seldon, la popularidad de la alcaldesa Harla Branno está por los cielos. En esos momentos, Golan Trevize, consejero de la Primera Fundación, descubre que el Plan Seldon sigue ejecutándose de una forma tan perfecta, que de hecho, las palabras de Seldon eran casi equivalentes a las de Branno al defender su política (mantener a Términus como capital de la Fundación) frente a sus oponentes. Trevize supone a que se debe a que la Segunda Fundación sigue existiendo y manteniendo el curso del Plan. Trevize es exiliado inmediatamente con el fin de buscar al planeta original de la humanidad, la Tierra, debido al temor de Branno de que la Segunda Fundación actuara inmediatamente. 
En la Segunda Fundación, un joven Orador prometedor, Stor Gendibal, descubre que el Plan sigue ejecutándose perfectamente sin ninguna falla y supone que hay una fuerza más allá de la Segunda Fundación que mantiene el Plan en curso... de momento. Después de varios obstáculos, Gendibal sale a buscar a esa tercera fuerza, que resulta ser una supermente llamada Gaia. 
Después de varias aventuras, Trevize, junto con Branno y Gendibal, terminan en Gaia, donde Trevize debe tomar la decisión concerniente al futuro de la Galaxia. Había 3 opciones: un Segundo Imperio tecnológico de la Primera Fundación, el Segundo Imperio mental previsto por Seldon y la Segunda Fundación, o Galaxia, una Gaia más grande que abarque toda la Galaxia.

## Personajes
- Golan Trevize, consejero de la Primera Fundación que, tras poner en duda la existencia del Plan Seldon, es condenado al exilio en el que deberá acompañar al erudito Janov Pelorat.
- Munn Li Compor, compañero Trevize en el consejo de la Primera Fundación. Enviado para vigilar a Trevize cuando este parte al exilio.
- Harla Branno, alcaldesa de la Primera Fundación.
- Janov Pelorat, historiador interesado en mitos y folklore que ha pasado toda su vida obsesionado por encontrar el mítico planeta original de los humanos.
- Stor Gendibal, joven Orador de la Segunda Fundación.
- Quindor Shandess, actual Primer Orador de la Segunda Fundación y superior de Gendibal.
- Sura Novi, campesina soltera del planeta Trantor.
- Bliss, hermosa joven portavoz del planeta/conciencia colectiva Gaia. Su nombre completo es Blissenobiarella.